# Čedomir Vučič
Čedomir Vučič, oblikovalec, * 21. februar 1927, Lipljan, Kosovo, † 17. september 1996, Koper.
Po končani 2. svetovni vojni je na Univerzi v Beogradu študiral, slikarstvo, vendar je študij zaradi bolezni prekinil. V petdesetih letih 20. stoletja je delal na Kosovu in Sloveniji kot slikar, scenarist in aranžer ter grafični in industrijski oblikovalec. Pomemben je njegov prispevek k oblikovanju izdelkov tovarne Tomos v Kopru, kjer se je 1961 zaposlil kot samostojni oblikovalec. Sodeloval je pri načrtovanju in oblikovanju motornih koles in izvenkrmnih motorjev. Več njegovih izdelkov je na mednarodnih razstavah prejelo nagrado za oblikovanje, med drugimi tudi izvenkrmna motorja Tomos 3 in Tomos 18, dirkalni motor Tomos GP 72 in motorno kolo Tomos Cross 50 Senior.